# Jenisejsk
Jenisejsk (Russisch: Енисейск, Jenisejsk) is een stad in de Russische kraj Krasnojarsk, gelegen aan de rivier de Jenisej.
Jenisejsk werd in 1619 gesticht als een ostrog, als eerste Russische stad aan de Jenisej en kreeg in 1635 de status van stad. De stad speelde een belangrijke rol bij de Russische kolonisatie van Oost-Siberië in de 17e en 18e eeuw als overslagpunt voor goud en de pelshandel. Hier werd toentertijd 90% van al het Russische goud gevonden, hetgeen de monumentale huizen in de binnenstad verklaart. De stad werd al vroeg tot bannelingenoord en onder Stalin werden gevangenen van de Gulag onder andere via deze stad naar de noordoostelijke goudvelden van de Kolyma verscheept.
De oude binnenstad is opgenomen door de Russische regering op haar voorlopige Werelderfgoedlijst.

## Externe link

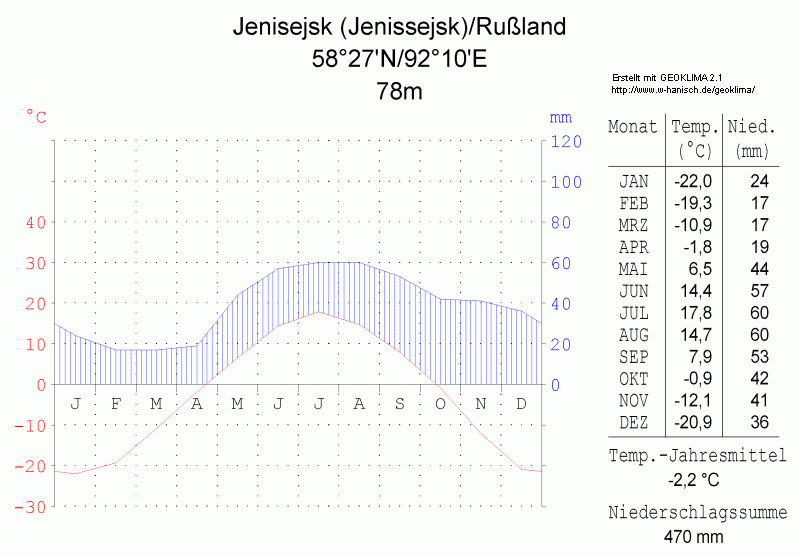
Klimatogram

## Demografie
| Ontwikkeling van het inwoneraantal |        |       |        |        |        |        |        |
| Jaar                               | 1897   | 1926  | 1959   | 1970   | 1979   | 1989   | 2002   |
| Bevolking                          | 11.500 | 6.000 | 17.000 | 19.900 | 20.800 | 22.800 | 20.400 |